# Toni Majić
Toni Majić (Zagreb, 3. svibnja 2006.) hrvatski je nogometaš koji igra na poziciji napadača. Trenutačno igra za Zrinjski Mostar.

## Klupska karijera
Godine 2016. prešao je iz Hrvatskog dragovoljca u Dinamo Zagreb. Za prvu momčad Dinama debitirao je kao 16-godišnjak 1. travnja 2023. u ligaškoj utakmici protiv Gorice koja je završila 1:1.
Dinamo je u srpnju 2024. posudio Majića Gorici na godinu dana, no vratio se s posudbe nakon pola godine odigravši sedam utakmica.
Dana 20. siječnja 2025. Majić je posuđen Zrinjskom na godinu dana. Za Zrinjski je debitirao u osmini finala kupa 7. veljače 2025. kada je Igman Konjic izgubio 0:1. Svoja prva dva klupska pogotka postigao je 8. ožujka 2025. u Premijer ligi protiv istog protivnika koji je ovaj put poražen s 0:3.

## Priznanja

### Klupska
Dinamo Zagreb
- HNL (2): 2022./23., 2023./24.

## Vanjske poveznice
- Profil, Hrvatski nogometni savez
- Profil, Transfermarkt (engl.)